# Pepita Carpeña
Josefa Carpena-Amat, más conocida como Pepita Carpena (Barcelona, 19 de diciembre de 1919-Marsella, 5 de junio de 2005), fue una feminista y anarcosindicalista española, exiliada por el franquismo.
Frecuentó desde muy joven el movimiento libertario y tomó parte en la Revolución social española de 1936, dentro de la Confederación Nacional del Trabajo (CNT), la Federación Ibérica de Juventudes Libertarias y del movimiento feminista libertario Mujeres Libres.
Su sobrina, Griselda Martín Carpena, doctora en medicina, profesora de ciencias y escritora, publicó la novela Mujeres en la sombra editorial Comanegra, basada en su biografía donde el personaje de Paula está inspirado en su persona.

## Biografía
Nacida en Barcelona en una familia numerosa de la clase trabajadora, comenzó a trabajar a los 12 años como costurera. A los 14 años se implicó en la revolución española y se adhirió a la CNT - Confederación Nacional del trabajo, militando también en las Juventudes Libertarias (JJLL). 
El 18 de julio de 1936 tomó parte en la revolución y el 20 de julio participó como ayudante en el asalto al cuartel de Drassanes. El 17 de noviembre se unió a la compañía de Pedro Pérez Mir, quien murió en el frente. Participó en los sucesos de mayo de 1937 y a finales de 1937 se unió al movimiento anarco-feminista Mujeres Libres. Designada por Mujeres Libres como secretaria de propaganda del Comité Regional de Cataluña, impartió conferencias en los pueblos y en el frente, donde conoció a Emma Goldman. Durante la guerra civil española, también trabajó en una fábrica de armamento y municiones. 
El 25 de enero de 1939 (víspera de la entrada de las tropas franquistas en la ciudad) dejó España y parte a Francia, donde fue internada durante casi un año en un campo en Clarmont d'Erau, en la frontera con Montpellier. Se casó con un francés al que dejó a su llegada a Marsella, donde había numerosos refugiados españoles. Se convirtió en compañera del anarquista Juan Martinez Vita, llamado Moreno, y continuó su militancia después de la Liberación.
En abril de 1945 fue delegada en Toulouse para el I Congreso de la FIJL en el exilio. Posteriormente tomó parte en el grupo de teatro " Acratia" y militó en la CNT en el exilio. Desde 1979 colaboró en el Centro Internacional de Investigación del Anarquismo (CIRA), del que fue coordinadora de la rama marsellesa entre 1988 y 1999. En 1992 escribió sus memorias De toda la vida (publicadas en versión francesa en 2000 y bajo el título Toute une vie: mémoires), y en la Exhibición Internacional de Barcelona de 1994 participó en un debate sobre feminismo y posfeminismo. Colaboró en las obras históricas colectivas Mujeres Libres y Luchadoras Libertarias. También colaboró en el boletín del CIRA y en otras publicaciones libertarias españolas y francesas.
Murió en Marsella el 5 de junio de 2005, donde su cuerpo fue incinerado.

## Filmografía
- Lisa Berger, Carol Mazer, De toda la vida (Toutes nos vies), 55 minutos, 1986, con la participación de Sara Berenguer, Pepita Carpeña, Dolores Prat, Federica Montseny, Suceso Portales, Mercedes Comaposada y Concha Pérez, ver online.
- La película Libertarias, realizada por Vicente Aranda en 1996, trata de las mujeres que han militado en el seno de la organización Mujeres Libres. Los personajes son representados por las actrices españolas Ana Belén, Victoria Abril y Ariadna Gil.